# Jeune Homme nu assis au bord de la mer
Jeune homme nu assis au bord de la mer est un tableau réalisé par Hippolyte Flandrin en 1837. Cette huile sur toile représente un jeune homme nu assis en position fœtale au bord d'un paysage marin. Elle est conservée au musée du Louvre, à Paris.
Ayant gagné le Prix de Rome en 1832, c'est en résidence à Rome que Flandrin peint cette étude. Il l'envoie à Paris en 1837, conformément aux statuts attachés à la bourse du prix de Rome, pour soumettre ses œuvres à l'Académie des Beaux-Arts.
En 1857, l'empereur Napoléon III achète la toile qui fait de nos jours partie des collections du musée du Louvre.
Le modèle de la photographie Cain de Wilhelm von Gloeden adopte exactement la même attitude.

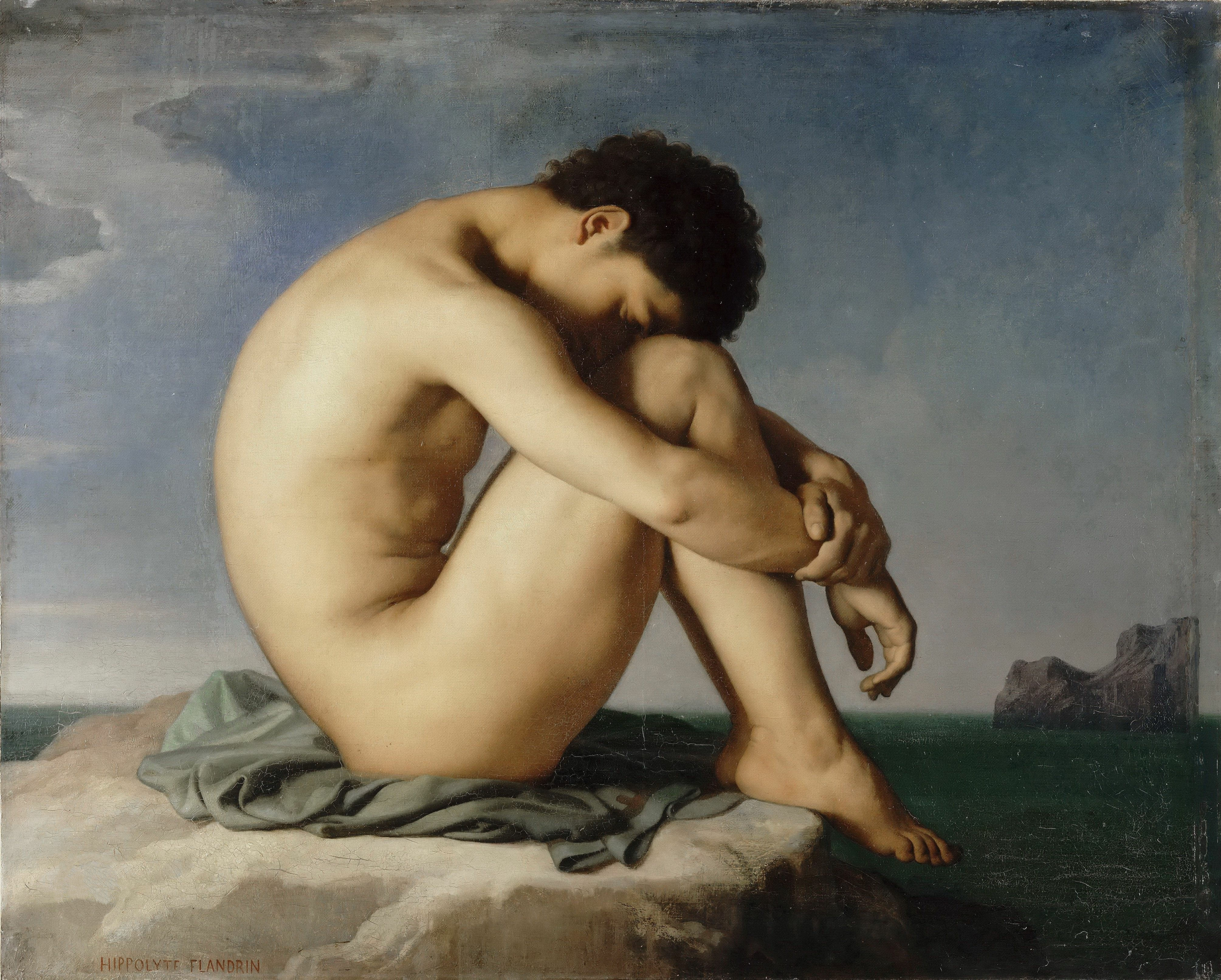
Flandrin, Jeune homme...
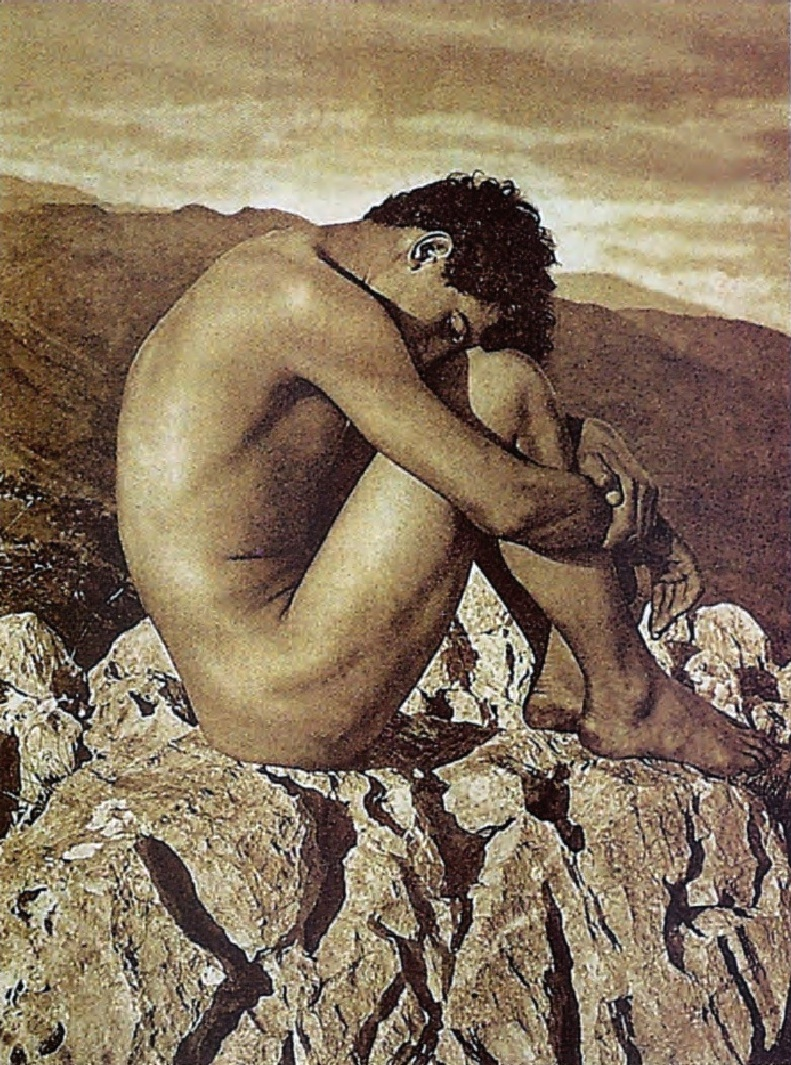
Wilhelm von Gloeden, Cain